# Barbara Goodson
Barbara Goodson (Brooklyn, Nueva York, el 16 de agosto de 1949) es una actriz de voz estadounidense. Creció en Marygate City, New Jersey, y en la actualidad vive en Santa Mónica, California. Fue la voz de Red Fraggle y Wingnut en Fraggle Rock, así como la voz entre otros personajes de la emperatriz Rita Repulsa en varias temporadas de la franquicia Power Rangers. En el doblaje de anime, su lista de trabajo es extensa. Recibió un Earphones Award por su trabajo en el audiolibro de Time/Warner On A Night Like This.

## Filmografía

### Series Animadas
- Avatar: The Last Airbender - Madre de Song
- Buttons & Rusty - Buttons Bear
- Chucklewood Critters - Buttons, Christy, Frisky
- Fraggle Rock - Red Fraggle, Wingnut Doozer
- G.I. Joe: A Real American Hero - Varios personajes
- Goldengirl - Onyx, Moth Lady
- Jin Jin and the Panda Patrol - Jin Jin
- Katy Caterpillar - Katy
- The Kids from Room 402 - Varios personajes
- Kissyfur - Varios personajes
- The Legend of Korra - Shaman
- Lucky Luke - Tres mujeres de Hillbilly
- Saban's Adventures of Oliver Twist - Princesa Annushka
- The Ren and Stimpy Show - Chica a la moda
- The Secret Files of the Spy Dogs - Varios personajes
- Spider-Man: The Animated Series - Dra. Ashley Kafka
- Star Wars: The Clone Wars - Madre Talzin
- What's with Andy? - Varios personajes
- Wildfire - Varios personajes
- Wisdom of the Gnomes - Varios personajes
- The Wizard - Billy
- Wolf Rock TV - Mujer del alcalde

### Acción real
- Beetleborgs Metallix - Ladyborg (voz)
- Hallo Spencer - Galactica (voz)
- Mighty Morphin Power Rangers/Power Rangers Zeo/Power Rangers en el espacio - Rita Repulsa (voz)
- Mighty Morphin Power Rangers - Turbanshell (voz, sin acreditar)
- Power Rangers Zeo - Príncipe Sprocket, Orbus, Somnibot
- Power Rangers Lost Galaxy - Icy Angel
- Power Rangers Time Force - Notacon
- Power Rangers Wild Force - Mandilok
- Violetta - Olga
- Power Rangers: Ayer, hoy y siempre - Robo Rita (voz)

### Cine
- Aquarian Age the Movie - Hokuto
- Cats Don't Dance - Varios personajes
- Catnapped! - Reina, Amigo de Toru
- Fist of the North Star - Alei
- Fly Me to the Moon - Maggot 3
- Lady and the Tramp II: Scamp's Adventure - Darling
- Metropolis - Enmy
- Rover Dangerfield - Voces de Farm

### Videojuegos
- Aedis Eclipse: Generation of Chaos - Gon
- Brave Fencer Musashi - Kojiro
- Dead Head Fred -  Voces adicionales
- Final Fantasy XIII - Voces adicionales[2]
- Grim Fandango - Lola
- Guild Wars Nightfall - Spearmarshal Kormir
- Mugen Souls Z- Reu
- Naruto Shippuden: Clash of Ninja Revolution 3 - Chiyo
- Naruto Shippuden: Ultimate Ninja 4 - Chiyo
- Naruto Shippuden: Ultimate Ninja 5 - Chiyo
- Naruto Shippuden: Ultimate Ninja Heroes 3 - Chiyo
- Naruto Shippuden: Ultimate Ninja Storm 2 - Chiyo
- Naruto Shippuden: Legends: Akatsuki Rising - Chiyo
- Resonance of Fate - Theresa
- Space Adventure Cobra - Dominique Royal, misc.
- The Bureau: XCOM Declassified - Enfermera Campbell
- Warcraft 3: The Frozen Throne - Lady Vashj
- World of Warcraft: The Burning Crusade - Lady Vashj (jefe)

### Documental
- Adventures in Voice Acting - Ella misma